# كاترينا بوهموفا (1986)
كاترينا بوهموفا (بالتشيكية: Kateřina Klapková)‏ مواليد 18 نوفمبر 1986 في أوسترافا، تشيكوسلوفاكيا، هي لاعبة كرة مضرب تشيكية سابقة بدأت مسيرتها كمحترفة سنة 2005 وكانت تلعب باليد اليسرى، اعتزلت اللعب في 2012. كما أنها إحدى بطلات الجراند سلام. أعلى تصنيف لها في الفردي كان المركز الـ 107 في سنة 2006. أعلى تصنيف لها في الزوجي كان 214.

## روابط خارجية
- كاترينا بوهموفا على موقع رابطة محترفات التنس (الإنجليزية)
- كاترينا بوهموفا على موقع الاتحاد الدولي لكرة المضرب (الإنجليزية)